# Andrei Sychevoi
Andrei Sychevoi (Krymsk, 16 de maio de 1969) é um oficial militar russo e tenente-general das Forças Armadas da Rússia.
Em 20 de julho de 2022, durante a invasão russa da Ucrânia, Sergei Shoigu, o Ministro da Defesa da Rússia, nomeou Sychevoi comandante das forças russas do Distrito Militar Ocidental, substituindo o coronel-general Alexander Zhuravlyov, que foi removido após as fases iniciais da guerra. Sychevoi teria sido demitido do cargo em 4 de setembro de 2022.
No início de setembro de 2022, foi especulado que Sychevoi tinha sido capturado por forças ucranianas em Carcóvia. Alguns acreditavam ser Sychevoi devido ao oficial capturado ter aparência semelhante. No entanto, nunca foi totalmente provado ou determinado que de fato foi Sychevoi quem foi capturado.